# Transport Act 1947
Der Transport Act 1947 war ein im Jahr 1947 von der britischen Regierung unter Clement Attlee erlassenes Gesetz zur Verstaatlichung des Schienenverkehrs.
Die vier großen Eisenbahnunternehmen
- London, Midland and Scottish Railway (LMS)
- Great Western Railway (GWR)
- London and North Eastern Railway (LNER)
- Southern Railway (SR)

sowie zahlreiche kleinere Transportunternehmen wurden verstaatlicht und in der British Transport Commission (BTC) zusammengefasst. Die Anteilseigner der Eisenbahnunternehmen wurden mit Kompensationszahlungen abgefunden, die sich allerdings am geringen Wert der sich nach dem Krieg in einem ramponierten Zustand befindenden Eisenbahnunternehmen bemass.
15 Jahre später wurde mit dem Transport Act 1962 unter dem konservativen Premierminister Harold Macmillan die British Transport Commission aufgelöst und zum 1. Januar 1963 der British Railways Board gegründet.